# 渡邊毅 (農林水産官僚)
渡邊 毅（わたなべ つよし、1963年〈昭和38年〉12月23日 - ）は、日本の農林水産官僚。

## 来歴
東京都生まれ。1988年（昭和63年）3月、東京大学法学部を卒業し、農林水産省に入省。入省後、生産局畜産部食肉鶏卵課長、経営局保険課長、同局構造改善課長、同局農地政策課長、農林水産省大臣官房政策課長、林野庁林政部長、生産局畜産部長、水産庁漁政部長などを歴任。生産局畜産部長時代には新型コロナウイルス感染症の感染拡大によりインバウンドや外食の需要が減少し、取り分け和牛は枝肉価格が昨年比で3割程度下落し、子牛価格も落ち込む事態となり、牛の出荷の制限もやむを得ない状況下で販売促進計画を立て、在庫の保管料支援や販売実績に応じた奨励金交付等の対策を講じた他、食肉の消費拡大に向け、学校給食に和牛や地鶏の肉を使用した際の購入代金の補填、消費拡大イベントに取り組んだ際の経費の支援や食肉業者が新商品を開発する際に購入した食肉の代金の支援、観光事業者などと連携したキャンペーンの支援などに取り組んだ。
2022年（令和4年）6月28日、農林水産省大臣官房長に就任。
2024年（令和6年）7月5日、農林水産事務次官に就任。

## 年譜
- 1988年（昭和63年）
  - 3月 - 東京大学法学部卒業[1]
  - 4月 - 農林水産省入省[1]
- 2004年（平成16年）7月 - 農林水産省消費・安全局総務課調査官[1]
- 2005年（平成17年）4月 - 北海道庁農政部農業経営局長[1]
- 2008年（平成20年）4月 - 農林水産省生産局畜産部食肉鶏卵課長[1]
- 2010年（平成22年）4月 - 農林水産省経営局保険課長[1]
- 2011年（平成23年）
  - 5月 - 農林水産省経営局構造改善課長[1]
  - 9月 - 農林水産省経営局農地政策課長[1]
- 2015年（平成27年）10月 - 農林水産省大臣官房政策課長[1]
- 2017年（平成29年）7月 - 林野庁林政部長[1]
- 2019年（令和元年）7月 - 農林水産省生産局畜産部長[1]
- 2021年（令和3年）7月 - 水産庁漁政部長[1]
- 2022年（令和4年）6月 - 農林水産省大臣官房長[1][5][6]
- 2024年（令和6年）7月 - 農林水産事務次官[3][4]